# Haass
Haass bzw. Haaß ist ein deutscher Familienname.

## Herkunft und Bedeutung
Haass bzw. Haaß ist eine Schreibvariante zum Familiennamen Haas. Zu weiteren Informationen siehe dort.

## Namensträger
- Catharina Haaß (1844–1916), deutsche Musikpädagogin, Komponistin und Schriftstellerin
- Christian Haass (* 1960), deutscher Biochemiker
- Friedrich Joseph Haass (1780–1853), deutsch-russischer Mediziner
- Gottfried Haaß-Berkow (1888–1957), deutscher Schauspieler und Intendant
- Margarete Haaß-Wiesegart, deutsche Psychotherapeutin
- Michael Haaß (* 1983), deutscher Handballspieler
- Richard Nathan Haass (* 1951), US-amerikanischer Diplomat
- Robert Haaß (1898–1968), deutscher Priester, Archivar und Kirchenhistoriker
- Terry Haass (1923–2016), französische Malerin